# ایرج جنتی عطایی
ایرج جنّتی عطایی (زادهٔ ۱۹ دی ۱۳۲۵ در مشهد)، شاعر، ترانه‌سرا، نمایشنامه‌نویس و کارگردان تئاتر اهل ایران است.

## زندگی و تحصیلات
ایرج جنتی عطایی در ۱۹ دی‌ماه ۱۳۲۵ در شهر مشهد متولد شد. مادر او از اهالی عشق‌آباد بود که به دنبال حکومت استالین ناچار به مهاجرت به مشهد شد. او به علت شغل پدر در نیروی هوایی چند سالی را در مشهد و چند سالی را در دزفول گذرانده، اما سکونت در تهران در دوران کودکی و جوانی‌اش نقطه عطف بزرگی در زندگی او به‌شمار می‌رود. او فارغ‌التحصیل رشته تئاتر از مدرسه هنرهای دراماتیک دانشگاه تهران و دانش‌آموخته جامعه‌شناسی هنر از کالج چلسی است.

## ترانه
ترانه‌سُرایی را در نوجوانی (اوایل دهه چهل خورشیدی) آغاز کرد. برای ترانه‌های اولیه‌اش، میلاد کیایی آهنگ‌سازی می‌کرد که روزهای سه‌شنبه از یک برنامه آماتوری رادیو ایران پخش می‌شد. اولین کاری که به‌طور رسمی از او پخش شد ترانه‌ای بود به اسم «شِکوِه» که بر روی ملودی‌ای از سلیمان اکبری نوشته بود و روز جمعه‌ای از برنامه شما و رادیو پخش شد. بعدتر به صورت تیمی، کار با یکی از درخشان‌ترین آهنگ‌سازان موسیقی پاپ ایران، پرویز مقصدی را آغاز کرد. در این دوران ترانه‌های بسیاری را بر مبنی ملودی‌های مقصدی آفرید. ترانه «گل‌سرخ» با اجرای ویگن، یکی از مشهورترین ترانه‌های این دوران است.
سپس به استودیو طنین پیوست و ترانه‌هایش در این دوران در کنار ترانه‌هایی از شهیار قنبری و اردلان سرفراز آغازگر موج نو ترانه ایران شد. در ادامه این موج و پیوستن ترانه‌سرایان دیگری هم‌چون زویا زاکاریان، مسعود امینی، فرهاد شیبانی و منصور تهرانی با آهنگ‌سازی آهنگ‌سازانی همچون واروژان، بابک بیات و حسن شماعی‌زاده و سیاوش قمیشی و صداهایی چون داریوش، گوگوش و ابی موسیقی پاپ و ترانه ایران در دهه پنجاه خورشیدی (هفتاد میلادی) به اوجی درخشان رسید.
در سال ۱۳۵۱، به خاطر ارزش‌های هنری و اجتماعی ترانه‌هایش، برنده «جایزه فروغ» شد اما این جایزه را چند سال بعد، در آستانه برگزاری دیگرباره آن ـ به عنوان اعتراض به شیوه حاکم بر گزینش نامزدهای جایزه ـ پس داد.
در سال ۱۳۵۲ او به همراه دوست و بچه‌محل دوران نوجوانی‌اش، بابک بیات با احساسی که از رویداد سیاهکل گرفت، «ترانه جنگل» را با صدای داریوش اقبالی منتشر کرد. این ترانه در کنار ترانه‌های «بن‌بست» و «خونه»، ساواک را متوجه او کرد که به دستگیری او و داریوش در سال ۱۳۵۳ منتهی شد.
سرانجام در آذرماه ۱۳۵۷ مجبور به ترک میهن شد و از آن پس در تبعیدی طولانی زیسته است. در تبعید هم پس از چند سالی وقفه، پیگیرانه به آفرینش ترانه پرداخته و ترانه‌های بسیاری به کارنامه هنری خود افزوده است. ترانه‌های او را (بیش از ۳۰۰ ترانه) پیش و پس از انقلاب، بهترین‌های موسیقی پاپ ایران اجرا کرده‌اند.
او همواره به ترانه‌سُرایان پیش از خود نگاهی مهربان و حرفه‌ای دارد. از ناصر رستگارنژاد، پرویز وکیلی، نوذر پرنگ، هوشنگ شهابی و به خصوص تورج نگهبان ـ که در استودیو طنین به او راه و میدان عمل داد ـ با احترام یاد می‌کند.
از او در زمینه ترانه کتاب‌های زیر منتشر شده است:
- زمزمه‌های یک شب ۳۰ ساله ـ گزینه ترانه، سانفرانسیسکو، انتشارات نکیسا ۱۹۹۶؛ برلین، انتشارات گردون، ۱۳۸۴
- مرا به خانه‌ام ببر ـ گفتگو و گزینه ترانه، به کوشش یغما گلروئی، تهران، انتشارات دارینوش، ۱۳۸۴
- سلام کن به عشق، به انسان ـ ترانه‌های سال ۲۰۰۶ تا ۲۰۱۸، تورنتو، انتشارات سرای بامداد، ۲۰۱۸ (۱۳۹۷)

او همچنین گزیده‌ای از ترانه‌هایش را بر روی موسیقی (تنظیم) آندرانیک دکلمه کرده که توسط کمپانی کلتکس در سال ۲۰۰۱ به صورت لوح فشرده منتشر شده است.

## شعر

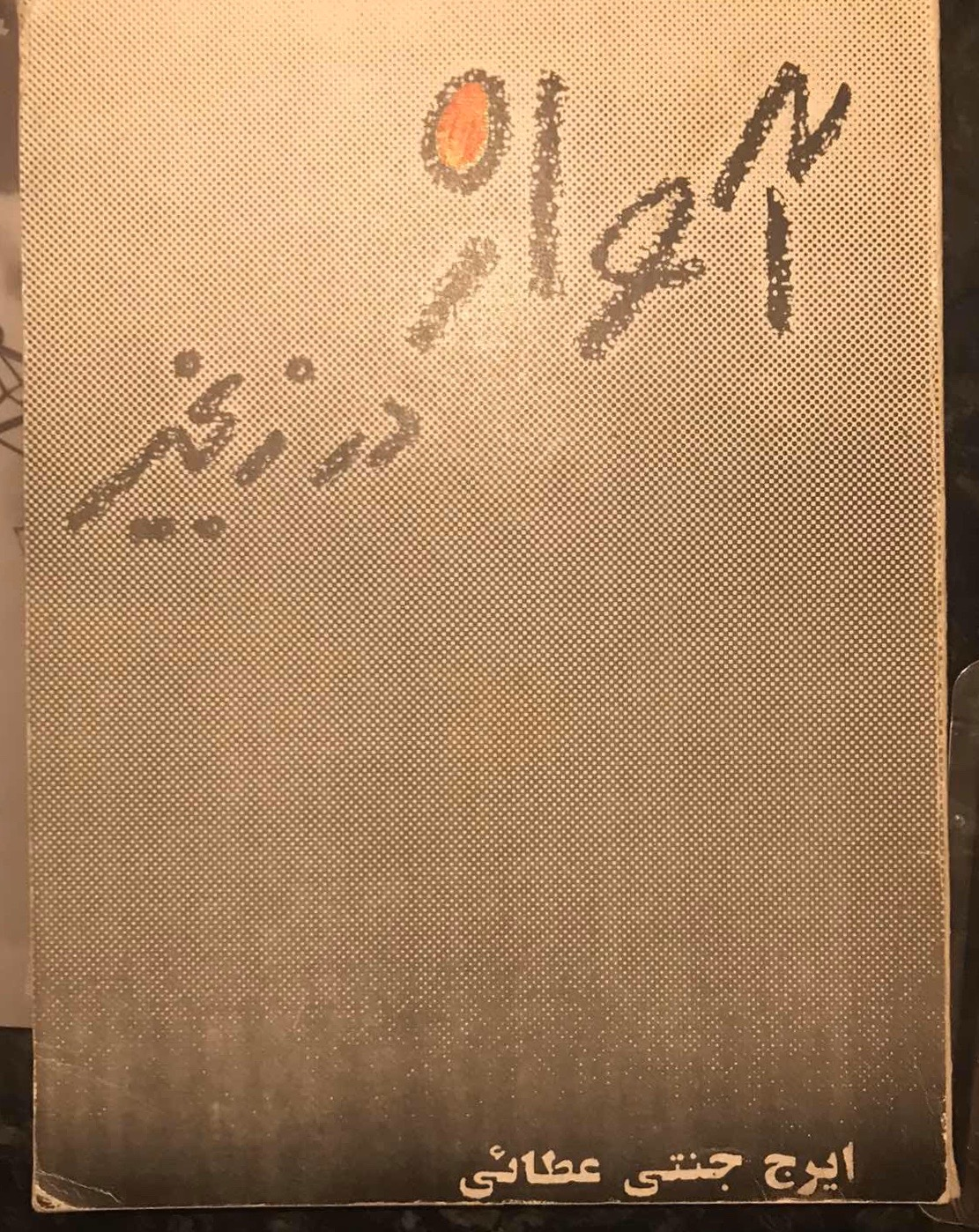
«روی جلد آواز در زنجیر»

او به دنبال چاپ اشعارش در مجله خوشه و سایر مجلات ادبی دهه چهل، به دعوت احمد شاملو در پنجمین شب (۲۸ شهریور ۱۳۴۷) از شب‌های شعر خوشه به شعرخوانی پرداخت. از او یک مجموعه شعر پیش از انقلاب و یک مجموعه در تبعید منتشر شده است.
- و آنگاه آه ای فرشته ـ تهران، انتشارات بامداد، ۱۳۵۰[۷]
- آواز در زنجیر ـ لندن، انتشارات شما، ۱۹۸۵

## نمایشنامه
- گربه، مرداب، انتظار (چاپ نشده)

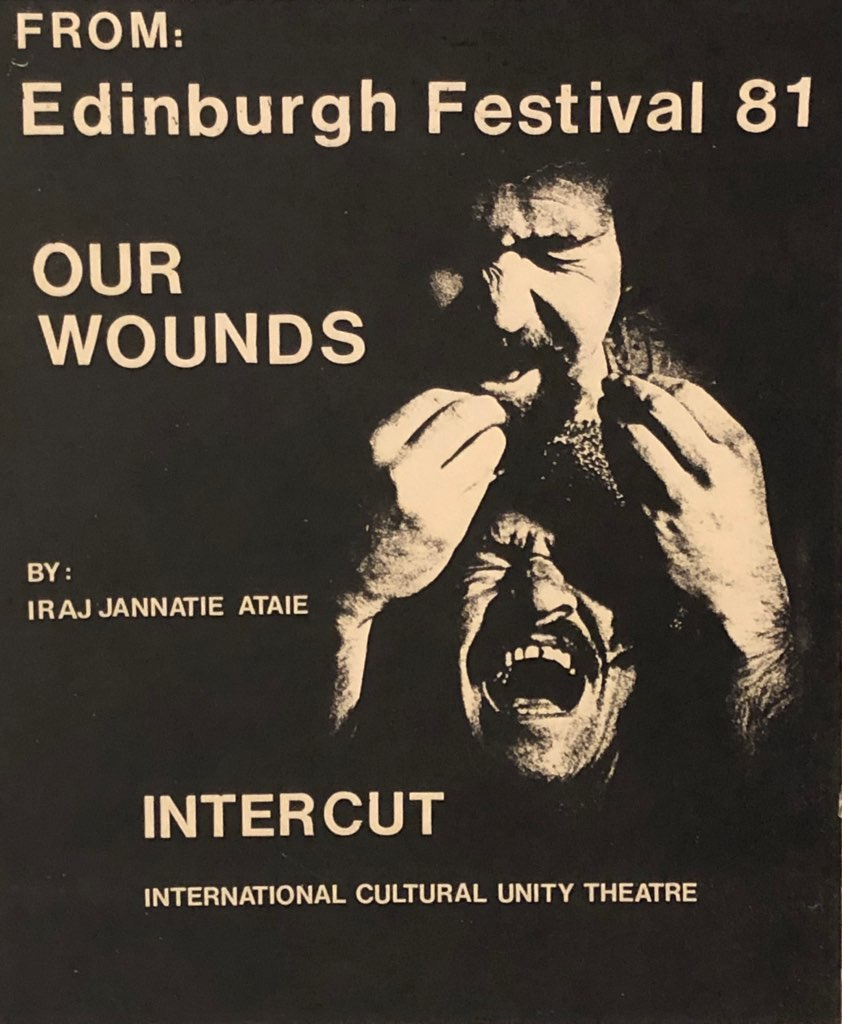
Our Wounds

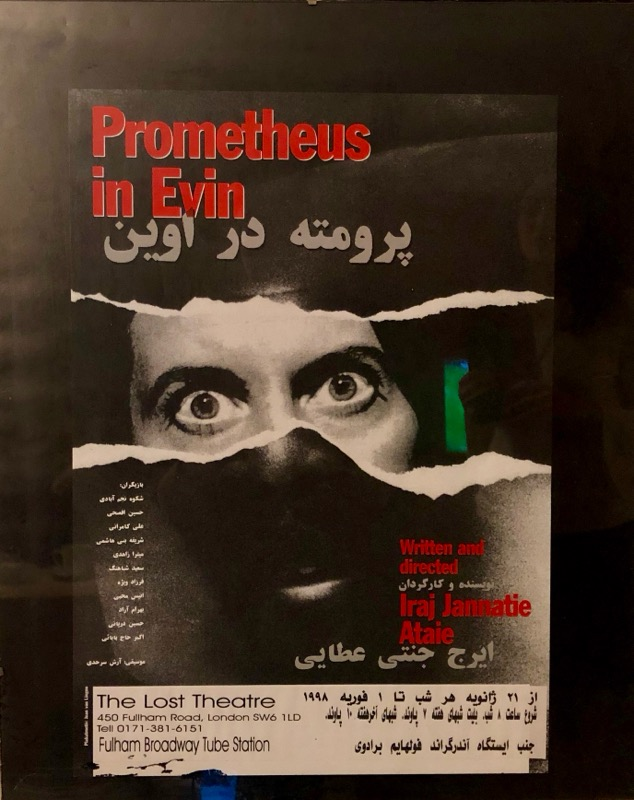
پوستر پرومته در اوین ۱۹۹۸

- سوگنامه برای تو ـ تهران، انتشارات چاووش، ۱۳۵۷
- شکستن و رَستن ـ تهران، انتشارات چاووش، ۱۳۵۸
- منطقهٔ ممنوع (انگلیسی)، ۱۹۸۰
- زخم‌های ما (انگلیسی) ـ لندن، انتشارات همبستگی‌های بین‌المللی، ۱۹۸۱
- فاخته دهان‌دوخته ـ لندن، انتشارات شما، ۱۹۸۶
- پرومته در اوین ـ لندن، انتشارات مزدک ۱۹۸۷؛ استکهلم، انتشارات باران، ۱۹۸۷؛ کلن، کانون کردستان، ۱۹۸۸؛ بازنوشته نمایشنامه، استکهلم، انتشارات باران، ۱۹۹۸
- رستمی دیگر اسفندیاری دیگر ـ پاریس، انتشارات اتوال، ۱۹۹۲
- پروانه‌ای در مشت ـ لس‌آنجلس، انتشارات نشر کتاب، ۱۹۹۵؛ استکهلم، انتشارات باران، ۱۹۹۶
- رفت و برگشت ـ هامبورگ، انتشارات سنبله، ۲۰۰۰
- یک رؤیای خصوصی، (چاپ نشده) ۱۳۹۲
- خورشید شب (انگلیسی) ـ گزیده آثار، لندن، انتشارات متوئن، ۱۹۸۹
- گزینه نمایشنامه‌ها (سه جلد): هامبورگ، انتشارات سنبله، ۲۰۰۰

## کارگردانی تئاتر

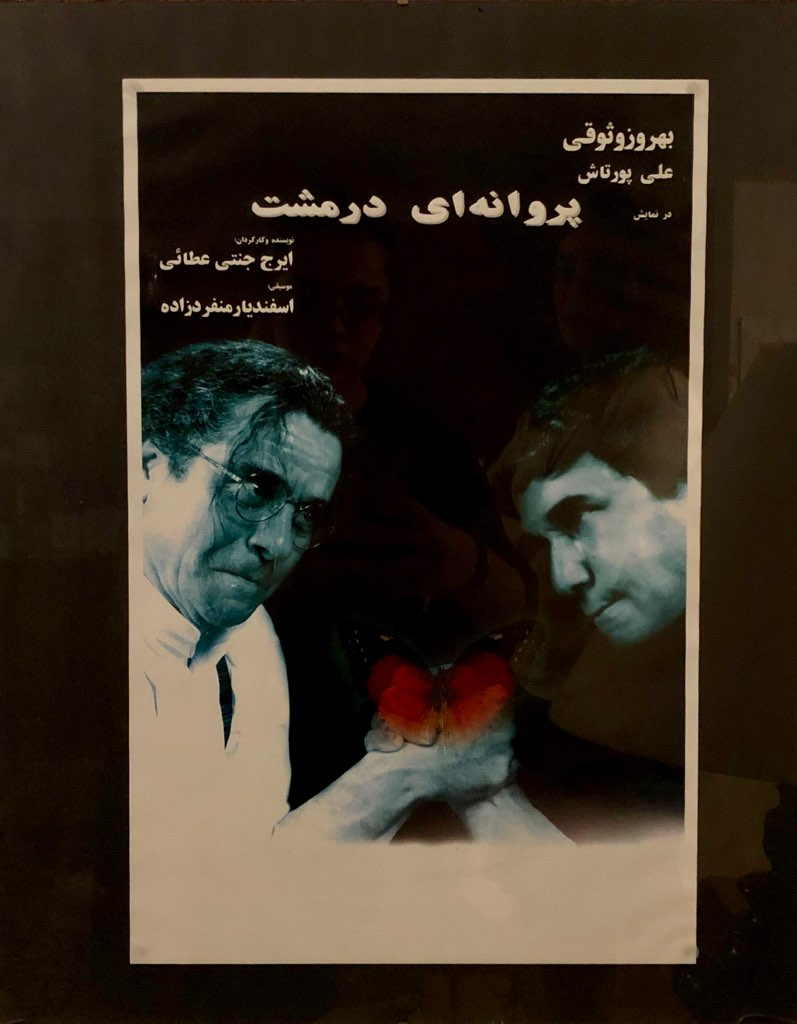
پوستر پروانه‌ای در مشت

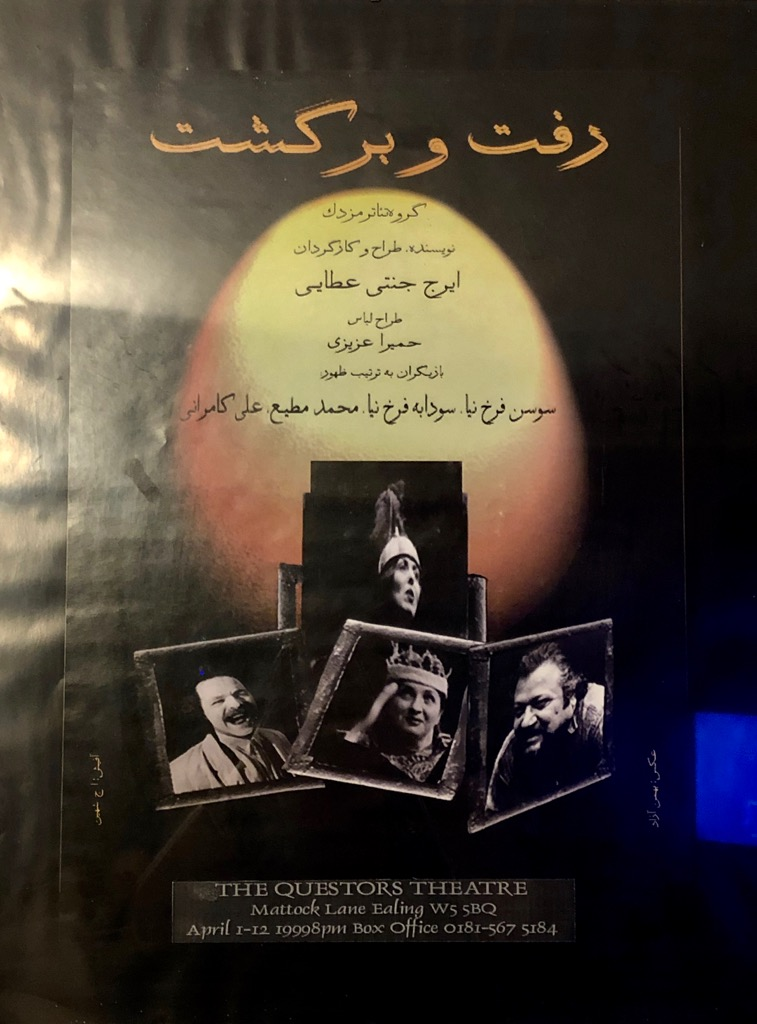
پوستر رفت و برگشت

بیشترین نمایشنامه‌های ایرج جنتی‌عطایی به کارگردانی خود او در تبعید در تورهای مختلف اروپا و آمریکا و استرالیا و نیوزیلند به روی صحنه رفته است. پیشتر اما در اواخر دهه چهل شمسی، نمایشنامه گربه، مرداب، انتظار به کارگردانی فرهاد مجدآبادی و بازیگری صدرالدین زاهد و رضا رویگری در تهران اجرا شده است.
او همچنین از بنیان‌گذاران گروه تئاتری مزدک است.
پنجمین جشنواره مستقل تئاتر فارسی لندن در بهار سال ۱۳۹۷، با بزرگداشت ایرج جنتی‌عطایی به کار خود پایان داد.
سایر نمایشنامه‌هایی که او کارگردانی کرده:
- سوگنامه برای تو (بازیگران: خسرو شکیبایی، اسماعیل بختیاری، مهدی محمدی‌پور، حسین عابد، جلال اسماعیل‌زاده) اجرا به مدت چند ماه در سالن تئاتر دانشکده هنرهای زیبا و بعد به دعوت علی نصیریان (رئیس اداره تئاتر)، ۸ شب اجرا از تاریخ ۱۵ دیماه ۱۳۵۶ در خانه نمایش، گروه تئاتر مزدک، تهران
- منطقهٔ ممنوع (انگلیسی)، اجرا در The Grove Theatre لندن ۱۹۸۰
- زخم‌های ما (انگلیسی)، تور لندن و ادینبورگ ۱۹۸۱، اجرای دوباره Jackson's Lane Theatre لندن ۱۹۹۵
- فاخته دهان‌دوخته، اجرا در Royal Court Theatre لندن ۱۹۸۵
- رستمی دیگر اسفندیاری دیگر، ۱۹۹۱
- پروانه‌ای در مشت، تور آمریکا، کانادا، استرالیا، نیوزیلند و اجرا در The Questors Theatre لندن ۱۹۹۶؛ اجرا در اختتامیهٔ سومین فستیوال تئاتر لندن سپتامبر ۲۰۱۵
- پرومته در اوین، اجراشده به زبان‌های فارسی، انگلیسی، آلمانی، هلندی و ضبط رادیویی در BBC4؛ اجرا در Royal Court Theatre لندن ۱۹۸۷، اجرا در The Lost Theatre لندن ۱۹۹۸
- رفت و برگشت (بازیگران: سوسن و سودابه فرخ‌نیا، محمد مطیع، علی کامرانی)، اجرا در The Questors Theatre لندن ۱۹۹۹
- یک رؤیای خصوصی (بازیگران: بهروز وثوقی، سوسن فرخ‌نیا، گلشیفته فراهانی) تور اروپا، آمریکا و کانادا، اجرا در Theatre Royal Drury Lane لندن ۲۰۱۳ (۱۳۹۲)

## سینما
او به سفارش بی.بی. سی (BBC)، انستیتو فیلم بریتانیا (BFI) و شرکت فیلمسازی (One Eyed Dog) فیلمنامه‌های زیر را نوشته است:
- ترانه ممنوع (Forbidden Song)
- در قفس کردن باد (Caging the Wind)
- دژخیم (The Executioner)
- پناه دادن به دشمن (Sheltering the Enemy)
- اجازه اقامت (Leave to Remain)

در ایران پیش از انقلاب هم، فیلم‌های سرگروهبان (۱۳۵۱) به کارگردانی سعید مطلبی و فدایی (۱۳۵۱) به کارگردانی رضا علامه‌زاده بر اساس فیلمنامه‌هایی از او ساخته شده‌اند. علاوه بر فیلمنامه، در فیلم فدایی او دستیار کارگردان هم بوده است.

## ترانه‌شناسی

### شعر فیلم «فریاد زیر آب»
این ترانه معروف، سرودهٔ ایرج جنتی‌عطایی است که در فیلم «فریاد زیر آب» با صدای داریوش اقبالی و آهنگسازی بابک بیات اجرا شده است.